# Ich bin Groot
Ich bin Groot (I Am Groot) ist eine US-amerikanische Kurzfilm-Serie über die titelgebende Hauptfigur Baby Groot, die im Marvel Cinematic Universe (MCU) spielt. Die Erstausstrahlung der aus fünf Folgen bestehenden ersten Staffel erfolgte am 10. August 2022 auf Disney+ als Teil von Phase Vier des MCU. Eine zweite Staffel mit weiteren fünf Episoden wird am 6. September 2023 erscheinen und wird der Phase Fünf angehören.

## Produktion
Im Dezember 2020 kündigte Kevin Feige von den Marvel Studios an, dass auf Disney+ eine aus Kurzfilmen bestehende Serie mit dem Titel I Am Groot über die gleichnamige Figur erscheinen werde. In der Serie soll Baby Groot auf verschiedene neue, ungewöhnliche Figuren treffen.
Im April 2021 bestätigte James Gunn, Drehbuchautor und Regisseur der Guardians-of-the-Galaxy-Filme, dass die Serie animiert sein wird. Im November 2021 wurde Kirsten Lepore als Regisseurin der Serie bekanntgegeben. Eine zweite Staffel mit weiteren fünf Folgen wurde auf der San Diego Comic-Con 2022 angekündigt.

## Musik
Daniele Luppi war der Komponist für die ersten fünf Episoden. Er verwendete alte Mikrofone, Keyboards und andere analoge Instrumente, um seiner Filmmusik einen „authentischen, organischen Klang“ zu verleihen. Wie alle Scores für die aktuellen Serien der Marvel Studios wurde auch Luppis Musik in der Synchron Stage Vienna aufgenommen.

## Synchronisation
Die deutschsprachige Synchronisation entstand nach einem Dialogbuch und unter der Dialogregie von Björn Schalla bei Interopa Film.
| Rollenname        | Originalsprecher | Folge(n)   | Synchronsprecher                |
| ----------------- | ---------------- | ---------- | ------------------------------- |
| Baby Groot        | Vin Diesel       | 1.01–      | Martin Keßler                   |
| Smartwatch-Stimme | James Gunn       | 1.03       | Jaron Löwenberg & Björn Schalla |
| Iwua              | Trevor Devall    | 1.03       | Martin Keßler                   |
| Rocket Raccoon    | Bradley Cooper   | 1.05, 2.03 | Jan-David Rönfeldt              |
| Der Watcher       | Jeffrey Wright   | 2.05       | Oliver Stritzel                 |

## Episodenliste

### Übersicht
| Staffel | Episodenanzahl | Erstveröffentlichung |
| ------- | -------------- | -------------------- |
| 1       | 5              | 10. August 2022      |
| 2       | 5              | 6. September 2023    |

### Staffel 1
| Nr. (ges.) | Nr. (St.) | Deutscher Titel                     | Originaltitel       | Erstveröffentlichung | Regie          | Drehbuch       |
| --- | --------- | ----------------------------------- | ------------------- | -------------------- | -------------- | -------------- |
| 1 | 1         | Groots erste Schritte               | Groot’s First Steps | 10. Aug. 2022        | Kirsten Lepore | Kirsten Lepore |
| In dem Raumschiff der Guardians of the Galaxy, der Milano, erwacht Groot in seinem Blumentopf, in dem seine Überreste nach der Schlacht auf Xandar eingetopft wurden. Kugelförmige Roboter pflegen und füttern ihn, doch widmen ihre ganze Aufmerksamkeit schon bald einem Bonsai-Bäumchen, was Groot gar nicht gefällt. Als er bemerkt, dass er seine Arme verlängern kann, schwingt er sich zu dem Bonsai und prügelt auf ihn ein. Ungeschickt wie er als junge Pflanze nun mal ist, fallen aber beide Bäumchen während dieser einseitigen Attacke vom Tisch und ihre Blumentöpfe werden zerstört. Groot bemerkt zu seiner Überraschung, dass er Beine hat und laufen kann. Er geht seine ersten wackeligen Schritte und macht sich über den „beinlosen“ Bonsai lustig, bis er seine traurige Lage bemerkt und ihn rettet. In eine Decke eingewickelt teilt er sein Essen mit ihm, wehrt die zu Hilfe eilenden Roboter ab und kuschelt mit dem Bonsai, während dieser in Teilen auseinanderfällt. |           |                                     |                     |                      |                |                |
| 2 | 2         | Der kleine Kerl (Der kleine Freund) | The Little Guy      | 10. Aug. 2022        | Kirsten Lepore | Kirsten Lepore |
| Auf einem trockenen Planeten wirft Groot gelangweilt Stöcke um sich und stapelt diese bald zu einem Häuschen zusammen, worüber er sich unbändig freut. Als ein weißer, pelziger Wüstenbewohner sein Haus in Beschlag nimmt und ihn vertreibt, wird er sauer. Doch der Wüstenbewohner hat ebenso wenig Glück: er wird von einer Art Vogel aus dem Haus gerissen und fortgeschleppt. Das Haus wird dabei völlig zerstört. Groot wird daraufhin noch wütender, und wirft sich vor lauter Wut auf den Boden, bis er unter einem Stein viel kleinere, bohnenförmige Lebewesen entdeckt. Er ärgert diese, pustet auf sie und wirft kleinere Baumteile auf sie und die Lebewesen beginnen, sich mit Laserwaffen gegen Groot zu verteidigen. Bis er, Schutz suchend vor den Lasern, zu Boden geht und dabei ein Blatt aus"pupst". Das feiern die Lebewesen und freuen sich über das Blatt, welches ihnen wohl als Nahrung auf diesem kargen Planeten dient. Groot läuft also los und holt mehr Blätter von einem nahegelegenen Baum, tritt aber aus Unachtsamkeit auf die kleinen Wesen. Er tut so, als wäre nichts passiert, schiebt den Stein zurück und geht langsam weg. Im Abspann ist zu sehen, dass die kleinen Wesen aber überlebt haben.                                                                                                   |           |                                     |                     |                      |                |                |
| 3 | 3         | Groot ermittelt (Das Dance-Battle)  | Groot’s Pursuit     | 10. Aug. 2022        | Kirsten Lepore | Kirsten Lepore |
| Groot wird auf der Milano des Nachts wach, weil er ein komisches, metallisch klopfendes Geräusch gehört hat. Er steigt aus seinem Bett, bindet sich eine Smartwatch als Stirnlampe um und erforscht das Raumschiff. Er findet ein zerbrochenes Glas mit einer seltsam schimmernden Flüssigkeit. Die Spur führt zur Toilette und weil er einmal da ist, nutzt er diese auch. Mittlerweile sind weitere, seltsame Geräusche zu hören und während Groot diese an verschiedenen Gläsern, Früchten und einer Matrjoschka-Figur untersucht, sieht man, dass der schimmernde Glibber ein Lebewesen zu sein scheint, welches in der Milano umherkriecht. Der Glibber bildet bald Groot selbst nach und es kommt nach einem kurzen Wortgefecht zu einem Dance-Battle. Dabei wird der Glibber-Groot so enthusiastisch, dass er sich selbst vergisst und nicht bemerkt, wie er von Groot in die Luftschleuse getrieben wird. Aus dieser katapultiert Groot den Glibber ins All und sagt zufrieden tanzend „Ich bin Groot“. |           |                                     |                     |                      |                |                |
| 4 | 4         | Groot nimmt ein Bad                 | Groot Takes a Bath  | 10. Aug. 2022        | Kirsten Lepore | Kirsten Lepore |
| Auf einem Urwaldplaneten entdeckt Groot eine schlammige Pfütze. Er testet deren Inhalt mit einem Stock und steigt in die Pfütze, um sich zu entspannen. Bald schon blubbert er in der Pfütze herum und baut sich einen Whirlpool, indem er zwei nahgelegene Dampfkessel mit Lehm abdichtet. Das Wasser beginnt zu brodeln und ein kleines blau-lila leuchtendes Lebewesen taucht auf, welches Groot ausdrückt und die Pfütze in Farbe taucht. Früchte eines nahgelegenen Strauches dienen als Badeperlen und während sich Groot eine Schlammpackung macht, schläft er ein. Als er aufwacht ist sein ganzer Körper in Blätter gehüllt, die er sich, nachdem er aufgehört hat, sich darüber zu ärgern, zu Formen an seinem Körper zusammenschneidet und dies sehr lustig findet. Leider fallen die gewachsenen Blätter rasch wieder ab, sodass Groot die Schlammpackung ständig wiederholt und immer neue, witzige Figuren zurechtschneidet. Sehr zum Leidwesen eines in der Nähe schlafenden Eichhörnchen-ähnlichen Wesens, welches Groot bald attackiert und seine Verkleidung zerstört. Mittlerweile ist auch die Pfütze versiegt und das Wesen lacht sich darüber kaputt. Man sieht nur noch, wie Groot selbstzufrieden mit dem Fell des Wesens um den Hals geschlungen zurück zum Raumschiff läuft und das Wesen zitternd zurück bleibt. |           |                                     |                     |                      |                |                |
| 5 | 5         | Das Meisterwerk                     | Magnum Opus         | 10. Aug. 2022        | Kirsten Lepore | Kirsten Lepore |
| Auf dem Raumschiff mitten im All beobachten wir Groot, wie er verschiedene Materialien sammelt, unter anderem schneidet er ein paar Haare von Rocket ab und stiehlt Drax’ Seife aus der Dusche. Mit all diesen Dingen macht er sich an die Arbeit und klebt, patscht, malt, schweißt und lötet, bis er tatsächlich eine Bombe zusammengebaut hat, die er zündet und die Teile des Raumschiffs in die Luft jagt. Er versucht den entstandenen Schaden mit Klebeband zu reparieren, als Rocket auftaucht und ihn ausschimpft. Doch Groot guckt ihn traurig an und reicht ihm ein Bild von allen Guardians, dass er selbst gemalt hat. Rocket kann ihm daraufhin einfach nicht böse sein, doch als er bemerkt, dass seine Haare in das Bild eingearbeitet sind, wird er durch das entstandene Leck beinahe ins All gesaugt. Groot rettet ihn im letzten Moment und man sieht, wie das selbstgemachte Bild im All schwebend zurückbleibt, während Rocket weiter schimpft. |           |                                     |                     |                      |                |                |

### Staffel 2
| Nr. (ges.) | Nr. (St.) | Deutscher Titel                  | Originaltitel                | Erstveröffentlichung | Regie          | Drehbuch       |
| --- | --------- | -------------------------------- | ---------------------------- | -------------------- | -------------- | -------------- |
| 6 | 1         | Bist du mein Groot?              | Are You My Groot?            | 6. Sep. 2023         | Kirsten Lepore | Kirsten Lepore |
| Bei der Erkundung des fremden Planeten Terma stößt Groot auf ein seltsames Ei in einem Nest. Er verliebt sich sofort in das kleine Wesen, das aus dem zerbrochenen Ei schlüpft, und nimmt es als sein eigenes an. Groot beginnt mit dem Baby-Vogel zu spielen und es zu füttern. Als jedoch das Essen ausgeht, ist Groot sehr schnell von ihm genervt. Hinzu kommt, dass der Vogel ständig Kot ausscheidet. Groot versucht zu fliehen bis plötzlich die Geschwister des Vogels auftauchen und über Groot hinweg zu ihrer Mutter stürmen, die mit den Küken wegfliegt. Groot’s „Baby“ verabschiedet sich und Groot ist nicht länger genervt. |           |                                  |                              |                      |                |                |
| 7 | 2         | Groot schnüffelt herum           | Groot Noses Around           | 6. Sep. 2023         | Kirsten Lepore | Kirsten Lepore |
| Auf dem Quadranten spielt Groot ununterbrochen mit seinen Videospielen, bis die Batterie leer ist. Er macht sich auf die Suche nach einer Ersatzbatterie und findet stattdessen ein bionisches Gerät in Form einer Nase, das ihm einen Geruchssinn verleiht. Mit seinem neuen Geruchssinn erkundet er, wie viele Dinge riechen, und sichert dabei auch seine neuen Batterien. Als er in sein Zimmer zurückkommt, riecht er den Geruch, den er verursacht hat, aber er nimmt die Nase einfach ab, anstatt sie zu reinigen. |           |                                  |                              |                      |                |                |
| 8 | 3         | Groots Schneetag                 | Groot's Snow Day             | 6. Sep. 2023         | Kirsten Lepore | Kirsten Lepore |
| Nach seiner Landung auf dem Eisplaneten Falligar genießt Groot seinen Schneetag, während er sich ein heißes Getränk macht. Draußen spielt er im Schnee und Groot erschafft versehentlich aus Schrottresten einen Schneemann. Der Schneemann-Roboter erwacht zum Leben und greift Groot an, der sich in Sicherheit bringen kann. Kurz bevor der Schneemann großen Schaden anrichteten kann, indem er das Schiff angreift, gelingt es Groot jedoch die Aufmerksamkeit wieder auf sich zu lenken und den Schneemann zu zerstören. |           |                                  |                              |                      |                |                |
| 9 | 4         | Groots Süßigkeit                 | Groot's Sweet Treat          | 6. Sep. 2023         | Kirsten Lepore | Kirsten Lepore |
| Baby Groot sieht ein Raumschiff in Form eines intergalaktischen Eiswagens außerhalb des Schiffes schweben. Um ein Eis zu essen, sucht Baby Groot im Schiff verzweifelt nach Münzen und findet schließlich Geld, nachdem er eine Klauenmaschine zerstört hat, nur um festzustellen, dass der Eiswagen bereits weg ist. In seiner Verzweiflung jagt Baby Groot dem Raumschiff in einer Kapsel hinterher und zerstört den Eiswagen bei einem Unfall. Während Baby Groot das restliche Eis isst, tauchen die Nova Corps auf. |           |                                  |                              |                      |                |                |
| 10 | 5         | Groot und die große Prophezeiung | Groot and the Great Prophecy | 6. Sep. 2023         | Kirsten Lepore | Kirsten Lepore |
| Auf dem Planeten Drez-Lar findet Groot in einem Tempel den Samen von Drez-Lar, sehr zur Freude des Watchers. Der Watcher ist jedoch verwirrt, als Groot dem Samen keine Beachtung schenkt und nur mit seinem Ball spielt. Laut dem Watcher muss Groot mit dem Samen eine Prophezeiung erfüllen um das Universum zu retten. Auf dem Weg zum Samen löst Groot jedoch sämtlich Fallen aus ohne dabei verletzt zu werden. Als Groot letztendlich den Samen und den Tempel zerstört, erkennt der Watcher, dass Groot die Prophezeiung ist, die er gelesen hat.                                                                                   |           |                                  |                              |                      |                |                |